# ノルウェー舞曲
『ノルウェー舞曲』（ノルウェーぶきょく、独: Norwegische Tänze）作品35は、エドヴァルド・グリーグが1881年にピアノ連弾のために作曲した楽曲である。4曲からなり、『4つのノルウェー舞曲』あるいは『ノルウェー舞曲集』とも呼ばれる。1887年にグリーグ自身によるピアノ独奏版も作られた。また、管弦楽版も作られたが、グリーグ自身は手を付けず、1882年にロベール・アンリック (Robert Henrique) が、その後1888年頃（出版は1891年）にハンス・ジットが編曲した。連弾版と独奏版、ジット編曲版の出版はいずれもライプツィヒのペータースから行われた。
今日ではこの曲は主にジット編曲版で知られており、参考文献に挙げた『作曲家別名曲解説ライブラリー18』でもグリーグの管弦楽曲としてジット版に関する解説が収録されている。
グリーグはしばしば、自作のピアノ曲を管弦楽や弦楽合奏に自ら編曲しているが、この曲でそれを行わなかったのは、同国人で友人でもあったヨハン・スヴェンセンの『ノルウェー狂詩曲』（1870年代後半に全4曲を作曲、初演）を聴いて管弦楽法の輝かしさに衝撃を受け、似たような民謡的題材による管弦楽のスコアを書くことに気後れしたことによる。なお、グリーグはエドゥアール・ラロのようなフランスの作曲家による編曲を希望していたが、それは実現しなかった。
本作が素材としたのは、ノルウェーの民謡収集家ルドヴィグ・リンデマンのコレクション『ノルウェー山地の民謡』に収録された民謡のいくつかである。グリーグは1867年、26歳の時にこの民謡集を知り、生涯にわたり影響を受けるとともに、他にもいくつもの作品で素材に使用している。

## 初演
- ピアノ連弾版：1883年2月6日と11日、ベルゲンでのコンサート
- 管弦楽版：いずれも不明

## ジット版の編成
ピッコロ、フルート2、オーボエ2、クラリネット2、ファゴット2、ホルン4、トランペット2、トロンボーン3、チューバ、ティンパニ、トライアングル、ハープ、弦五部

## 演奏時間
順に約5分、約3分、約3分、約5 - 6分、計約16分

## 楽曲構成
第1曲
アレグロ・マルカート。三部形式。軽快な舞曲主題と、中間部の素朴な牧歌風の旋律からなる。
第2曲
アレグロ・トランクイロ・エ・グラツィオーソ。三部形式。おだやかな、そして優雅な舞曲主題と、中間部の激しい主題が鮮やかに対照をなす。
第3曲
アレグロ・モデラート・アラ・マルチャ。三部形式であるが、最初の行進調の主題が、転調し音価が倍に拡大されて中間部の穏やかな旋律になっている。
第4曲
アレグロ・モルト。導入部を持つ三部形式。導入部の主題はグリーグの創作によるもので、中間部にも音価を半分に縮めて現れる。